# Agustín Delgado Chalá
Agustín Javier Delgado Chalá (Ambuquí, Imbabura, 23 de diciembre de 1974) es un exfutbolista y exasambleísta ecuatoriano. Jugó la mayor parte de su carrera como delantero y su último equipo fue el Club Deportivo Valle del Chota. Fue presidente del Club Deportivo Valle del Chota hasta su desaparición en 2013. Fue asambleísta nacional, por el partido Alianza PAIS, en el periodo 2013-2017.

## Trayectoria
Agustín Delgado cuando era pequeño, desde su ciudad natal ubicada en el Valle del Chota, viajó a Quito, junto a su hermano, a probarse y debutó como profesional en el Espoli en 1988. En esa época, el Tin jugaba de defensa central. En 1991, fue convocado a la selección juvenil para disputar el Campeonato Sudamericano Sub-17. Luego, también fue convocado por la sub-20 y sub-23. En 1992 pasó al Barcelona Sporting Club de Ecuador. Con el club Guayaquileño, donde permaneció por tres temporadas, se dio a conocer más en el ámbito futbolístico. En 1995 se fue a El Nacional de Quito y obtiene su primer campeonato como profesional en 1996. En 1997 vuelve a Barcelona, club donde consigue su segundo título profesional. Ese mismo año, marcó su primer gol con la selección ecuatoriana.
En 1998 fichó por el Cruz Azul de la Primera División de México, donde permaneció año y medio hasta que fue a las filas del Necaxa. Ahí se reencontró con Álex Aguinaga e hicieron una dupla goleadora en el fútbol mexicano.
En el 2000 disputó el Mundial de Clubes con Necaxa, quedaron en definir lugar. En el partido para definir esa posición, vencieron al Real Madrid, en el partido anotó el gol del empate y el gol de la victoria en los penales. Ese mismo año, fue goleador del Torneo de Verano de México.
En el 2001, fue el máximo goleador de las eliminatorias sudamericanas rumbo al Mundial del 2002 con nueve tantos, junto a Hernán Crespo.
Delgado se trasladó al Southampton  de la Premier League, en 2001. Desafortunadamente, sufrió lesiones que lo limitaron a jugar sólo unos pocos partidos durante su estancia con los Saints. El Southampton intentó que volviera a estar en forma después de la lesión que sufrió en Necaxa antes de las eliminatorias de la Copa del Mundo de 2002, pero sin éxito.
Podría haber sido una historia diferente si el delantero se hubiera negado a jugar mientras estaba lesionado durante la Copa Mundial de 2002. La presión sobre él para que jugara era enorme, ya que los ecuatorianos creían que, con nueve goles durante la campaña de clasificación para la Copa Mundial de 2002 , era indispensable; y naturalmente, Delgado soñaba con jugar en una Copa Mundial de la FIFA. Todo eso lo llevó a tomar la decisión de jugar a pesar de la lesión mientras estaba fuertemente medicado con analgésicos. Al regresar a Inglaterra, se descubrió que su lesión se había vuelto crónica, destruyendo efectivamente su futuro en Europa.
En el 2002, el 9 de junio, marcó el primer gol de la selección ecuatoriana en un mundial. El gol se lo hizo al portero Óscar Pérez, con un espectacular cabezazo.
Después de su desafortunada etapa en Southampton, fue liberado y regresó a Ecuador para jugar en el Aucas, un club de Quito que lideraba la Serie A de Ecuador con jugadores como René Higuita y Gustavo Figueroa a la cabeza. Jugó una impresionante media temporada y su regreso a la forma lo llevó a unirse al club mexicano Pumas de la UNAM, donde ayudó al equipo a ganar el campeonato de liga.
En el año 2005, volvió al Barcelona S.C. luego de casi diez años, ahí jugó una temporada y al año siguiente fichó por la Liga de Quito. 
En la última fecha del fútbol ecuatoriano, en el 2006, Agustín fue el causante de una gresca en el partido Liga de Quito-Barcelona. Debido a aquella pelea entre jugadores dentro de la cancha, fue suspendido seis meses. Ese mismo año, fue uno de los trece goleadores de la Copa Libertadores. 
En el 2008, con Liga de Quito, fue campeón de la Copa Libertadores y subcampeón del Mundial de Clubes. En el 2009, fue contratado por el Club Sport Emelec. Hacia el final de su carrera, estuvo en el Club Deportivo Valle del Chota, club del que fue presidente. 

## Estadísticas
| Club                   | Año           | Liga                | Liga     | Liga  | Copa     | Copa  | Copa de la Liga | Copa de la Liga | Continental | Continental | Total    | Total |
| Club                   | Año           | División            | Partidos | Goles | Partidos | Goles | Partidos        | Goles           | Partidos    | Goles       | Partidos | Goles |
| ---------------------- | ------------- | ------------------- | -------- | ----- | -------- | ----- | --------------- | --------------- | ----------- | ----------- | -------- | ----- |
| Espoli                 | 1988          | Segunda Categoría   | ?        | ?     | –        | –     | –               | –               | –           | –           | ?        | ?     |
| Espoli                 | 1991          | Serie B             | ?        | ?     | –        | –     | –               | –               | –           | –           | ?        | ?     |
| Espoli                 | 1992          | Serie B             | ?        | ?     | –        | –     | –               | –               | –           | –           | ?        | ?     |
| Total                  | Total         | 0                   | 12       | 4     | —        | —     | —               | —               | —           | —           | 12       | 4     |
| Barcelona SC           | 1993          | Serie A             | ?        | 13    | –        | –     | –               | –               | 0           | 0           | ?        | 13    |
| Barcelona SC           | 1993          | Serie A             | ?        | 12    | –        | –     | –               | –               | 4           | 2           | 4        | 14    |
| Barcelona SC           | Total         | Total               | ?        | 25    | —        | —     | —               | —               | 4           | 2           | 4        | 27    |
| El Nacional            | 1995          | Serie A             | ?        | 11    | –        | –     | –               | –               | 6           | 0           | 6        | 11    |
| El Nacional            | 1996          | Serie A             | 30       | 19    | –        | –     | –               | –               | 0           | 0           | 30       | 19    |
| El Nacional            | Total         | Total               | 30       | 30    | —        | —     | —               | —               | 6           | 0           | 36       | 30    |
| Independiente Medellín | 1997          | Categoría Primera A | ?        | ?     | –        | –     | –               | –               | ?           | ?           | ?        | ?     |
| Independiente Medellín | Total         | Total               | ?        | ?     | —        | —     | —               | —               | ?           | ?           | ?        | ?     |
| Barcelona SC           | 1997          | Serie A             | 25       | 12    | –        | –     | –               | –               | 0           | 0           | 25       | 12    |
| Barcelona SC           | 1998          | Serie A             | 9        | 3     | –        | –     | –               | –               | 8           | 5           | 17       | 8     |
| Barcelona SC           | Total         | Total               | 34       | 15    | —        | —     | —               | —               | 8           | 5           | 42       | 20    |
| Cruz Azul              | Invierno 1998 | Liga MX             | 8        | 2     | 0        | 0     | –               | –               | 0           | 0           | 8        | 2     |
| Cruz Azul              | Total         | Total               | 8        | 2     | 0        | 0     | —               | —               | 0           | 0           | 8        | 2     |
| Necaxa                 | Verano 1999   | Liga MX             | 13       | 4     | 0        | 0     | –               | –               | 0           | 0           | 13       | 4     |
| Necaxa                 | 1999-00       | Liga MX             | 29       | 25    | 0        | 0     | –               | –               | 4           | 2           | 33       | 27    |
| Necaxa                 | 2000-01       | Liga MX             | 32       | 7     | 0        | 0     | –               | –               | 2           | 4           | 32       | 11    |
| Necaxa                 | 2001-02       | Liga MX             | 9        | 2     | 0        | 0     | –               | –               | 0           | 0           | 9        | 2     |
| Necaxa                 | Total         | Total               | 83       | 38    | 0        | 0     | —               | —               | 7           | 7           | 90       | 45    |
| Southampton            | 2001–02       | Premier League      | 1        | 0     | 1        | 0     | 0               | 0               | 0           | 0           | 2        | 0     |
| Southampton            | 2002–03       | Premier League      | 6        | 1     | 0        | 0     | 1               | 1               | 0           | 0           | 7        | 2     |
| Southampton            | 2003–04       | Premier League      | 4        | 0     | 0        | 0     | 2               | 0               | 0           | 0           | 6        | 0     |
| Southampton            | Total         | Total               | 11       | 1     | 1        | 0     | 3               | 1               | 0           | 0           | 15       | 2     |
| Aucas                  | 2004          | Serie A             | 13       | 7     | –        | –     | –               | –               | 1           | 0           | 14       | 7     |
| Aucas                  | Total         | Total               | 13       | 7     | —        | —     | —               | —               | 1           | 0           | 14       | 7     |
| UNAM                   | Apertura 2004 | Liga MX             | 11       | 1     | 0        | 0     | –               | –               | 0           | 0           | 11       | 1     |
| UNAM                   | Total         | Total               | 11       | 1     | 0        | 0     | —               | —               | 0           | 0           | 11       | 1     |
| Barcelona SC           | 2005          | Serie A             | 38       | 10    | –        | –     | –               | –               | 0           | 0           | 38       | 10    |
| Barcelona SC           | Total         | Total               | 38       | 10    | —        | —     | —               | —               | 0           | 0           | 38       | 10    |
| LDU Quito              | 2006          | Serie A             | 31       | 12    | –        | –     | –               | –               | 11          | 6           | 42       | 18    |
| LDU Quito              | 2007          | Serie A             | 20       | 6     | –        | –     | –               | –               | 0           | 0           | 20       | 6     |
| LDU Quito              | 2008          | Serie A             | 18       | 6     | –        | –     | –               | –               | 12          | 1           | 30       | 7     |
| LDU Quito              | Total         | Total               | 69       | 24    | —        | —     | —               | —               | 23          | 7           | 92       | 31    |
| Emelec                 | 2009          | Serie A             | 8        | 0     | –        | –     | –               | –               | 1           | 0           | 9        | 0     |
| Emelec                 | Total         | Total               | 8        | 0     | —        | —     | —               | —               | 1           | 0           | 9        | 0     |
| Career total           | Career total  | Career total        | 305      | 153   | 1        | 0     | 3               | 1               | 49          | 21          | 353      | 175   |

## Selección nacional

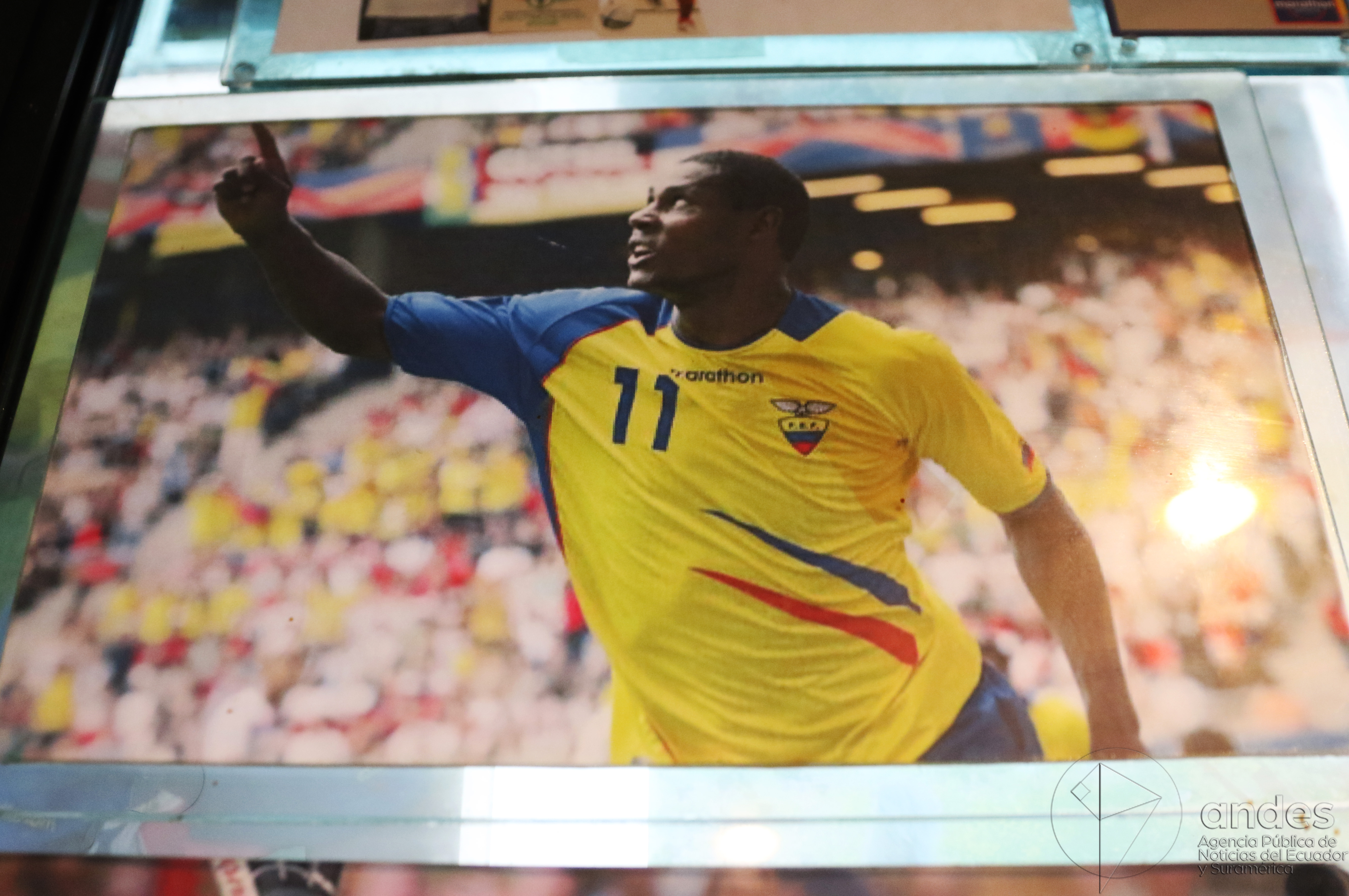
Imagen del Tin Delgado, durante el partido con Costa Rica, en el Mundial de Alemania 2006.

Ha sido internacional con la selección de fútbol de Ecuador en setenta y dos ocasiones. Debutó el 17 de agosto de 1994 en un partido amistoso frente a Perú. Su último gol fue en el Mundial del 2006 ante Costa Rica el 15 de junio.
Es el segundo máximo goleador de la selección ecuatoriana, con treinta y un tantos, y el segundo máximo goleador ecuatoriano en mundiales, con tres anotaciones (una a México en el 2002, una a Polonia y una a Costa Rica en el 2006).

### Participaciones enCopas del Mundo
| Mundial                       | Sede                     | Resultado                | PJ | GA | Asis |
| ----------------------------- | ------------------------ | ------------------------ | -- | -- | ---- |
| Mundial de Corea y Japón 2002 | Corea del Sur y Japón    | Fase de grupos           | 3  | 1  | 1    |
| Mundial de Alemania 2006      | Alemania                 | Octavos de final         | 3  | 2  | 1    |
| Total en Copas del Mundo      | Total en Copas del Mundo | Total en Copas del Mundo | 6  | 3  | 2    |

### Participaciones enCopas América
| Torneo                 | Sede                   | Resultado              | PJ | GA | Asis |
| ---------------------- | ---------------------- | ---------------------- | -- | -- | ---- |
| Copa América 1997      | Bolivia                | Cuartos de final       | 2  | 0  | 0    |
| Copa América 1999      | Paraguay               | Fase de grupos         | 2  | 0  | 0    |
| Copa América 2001      | Colombia               | Fase de grupos         | 3  | 2  | 0    |
| Copa América 2004      | Perú                   | Fase de grupos         | 3  | 2  | 0    |
| Total en Copas América | Total en Copas América | Total en Copas América | 10 | 4  | 0    |

### Participaciones enEliminatorias al Mundial
| Eliminatoria                                | Sede del Mundial       | Posición               | Resultado   | PJ | GA | Asis |
| ------------------------------------------- | ---------------------- | ---------------------- | ----------- | -- | -- | ---- |
| Eliminatorias Mundial de Francia 1998       | Francia                | 6°lugar 21pts          | Eliminado   | 5  | 2  | 1    |
| Eliminatorias Mundial de Corea y Japón 2002 | Corea del Sur y Japón  | 2°lugar 31pts          | Clasificado | 16 | 7  | 2    |
| Eliminatorias Mundial de Alemania 2006      | Alemania               | 3°lugar 28pts          | Clasificado | 11 | 5  | 2    |
| Total en Eliminatorias                      | Total en Eliminatorias | Total en Eliminatorias | 2/3         | 32 | 14 | 5    |

### Goles internacionales
Las puntuaciones y los resultados enumeran la cuenta de goles de Ecuador en primer lugar."
| Gol | Fecha                   | Lugar                                                           | Oponente   | Marcador | Resultado | Competición                                       |
| --- | ----------------------- | --------------------------------------------------------------- | ---------- | -------- | --------- | ------------------------------------------------- |
| 1   | 4 de octubre de 1996    | Estadio Bellavista, Ambato, Ecuador                             | Jamaica    | 1–0      | 2–1       | Partido amistoso                                  |
| 2   | 4 de octubre de 1996    | Estadio Bellavista, Ambato, Ecuador                             | Jamaica    | 2–1      | 2–1       | Partido amistoso                                  |
| 3   | 5 de febrero de 1997    | Estadio Azteca, Ciudad de México, México                        | México     | 3–1      | 3–1       | Partido amistoso                                  |
| 4   | 17 de febrero de 1997   | Estadio Olímpico Atahualpa, Quito, Ecuador                      | Uruguay    | 2–0      | 4–0       | Eliminatorias al Mundial Francia 1998             |
| 5   | 17 de febrero de 1997   | Estadio Olímpico Atahualpa, Quito, Ecuador                      | Uruguay    | 3–0      | 4–0       | Eliminatorias al Mundial Francia 1998             |
| 6   | 4 de junio de 1999      | Commonwealth Stadium, Edmonton, Estados Unidos                  | Guatemala  | 2–1      | 3–1       | Copa Canadá 1999                                  |
| 7   | 15 de junio de 1999     | Estadio Polideportivo de Pueblo Nuevo, San Cristóbal, Venezuela | Venezuela  | 0–2      | 3–2       | Partido amistoso                                  |
| 8   | 29 de marzo de 2000     | Estadio de Liga Deportiva Universitaria, Quito, Ecuador         | Venezuela  | 1–0      | 2–0       | Eliminatorias al Mundial Japón-Corea del Sur 2002 |
| 9   | 25 de junio de 2000     | Estadio Olímpico Atahualpa, Quito, Ecuador                      | Panamá     | 1–0      | 5–0       | Partido amistoso                                  |
| 10  | 25 de junio de 2000     | Estadio Olímpico Atahualpa, Quito, Ecuador                      | Panamá     | 3–0      | 5–0       | Partido amistoso                                  |
| 11  | 16 de agosto de 2000    | Estadio de Liga Deportiva Universitaria, Quito, Ecuador         | Bolivia    | 1–0      | 2–0       | Eliminatorias al Mundial Japón-Corea del Sur 2002 |
| 12  | 16 de agosto de 2000    | Estadio de Liga Deportiva Universitaria, Quito, Ecuador         | Bolivia    | 2–0      | 2–0       | Eliminatorias al Mundial Japón-Corea del Sur 2002 |
| 13  | 8 de octubre de 2000    | Estadio Olímpico Atahualpa, Quito, Ecuador                      | Chile      | 1–0      | 1–0       | Eliminatorias al Mundial Japón-Corea del Sur 2002 |
| 14  | 28 de marzo de 2001     | Estadio Olímpico Atahualpa, Quito, Ecuador                      | Brasil     | 1–0      | 1–0       | Eliminatorias al Mundial Japón-Corea del Sur 2002 |
| 15  | 24 de abril de 2001     | Estadio Olímpico Atahualpa, Quito, Ecuador                      | Paraguay   | 1–1      | 2–1       | Eliminatorias al Mundial Japón-Corea del Sur 2002 |
| 16  | 24 de abril de 2001     | Estadio Olímpico Atahualpa, Quito, Ecuador                      | Paraguay   | 2–1      | 2–1       | Eliminatorias al Mundial Japón-Corea del Sur 2002 |
| 17  | 2 de junio de 2001      | Estadio Monumental, Lima, Perú                                  | Perú       | 1–2      | 1–2       | Eliminatorias al Mundial Japón-Corea del Sur 2002 |
| 18  | 17 de julio de 2001     | Estadio Metropolitano Roberto Meléndez, Barranquilla, Colombia  | Venezuela  | 1–0      | 4–0       | Copa América 2001                                 |
| 19  | 17 de julio de 2001     | Estadio Metropolitano Roberto Meléndez, Barranquilla, Colombia  | Venezuela  | 4–0      | 4–0       | Copa América 2001                                 |
| 20  | 6 de octubre de 2001    | Estadio Hernando Siles, La Paz, Bolivia                         | Bolivia    | 0–2      | 1–5       | Eliminatorias al Mundial Japón-Corea del Sur 2002 |
| 21  | 8 de mayo de 2002       | Giants Stadium, East Rutherford, Estados Unidos                 | Yugoslavia | 1–0      | 1–0       | Partido amistoso                                  |
| 22  | 8 de junio de 2002      | Miyagi Stadium, Miyagi, Japón                                   | México     | 0–1      | 2–1       | Copa Mundial de Fútbol de 2002                    |
| 23  | 2 de junio de 2004      | Estadio Olímpico Atahualpa, Quito, Ecuador                      | Colombia   | 1–0      | 2–1       | Eliminatorias al Mundial Alemania 2006            |
| 24  | 5 de junio de 2004      | Estadio Olímpico Atahualpa, Quito, Ecuador                      | Bolivia    | 2–1      | 3–2       | Eliminatorias al Mundial Alemania 2006            |
| 25  | 7 de julio de 2004      | Estadio Elías Aguirre, Chiclayo, Perú                           | Argentina  | 1–1      | 6–1       | Copa América 2004                                 |
| 26  | 13 de julio de 2004     | Estadio Miguel Grau, Piura, Perú                                | México     | 1–2      | 1–2       | Copa América 2004                                 |
| 27  | 4 de junio de 2005      | Estadio Olímpico Atahualpa, Quito, Ecuador                      | Argentina  | 2–0      | 2–0       | Eliminatorias al Mundial Alemania 2006            |
| 28  | 3 de septiembre de 2005 | Estadio Hernando Siles, La Paz, Bolivia                         | Bolivia    | 0–1      | 1–2       | Eliminatorias al Mundial Alemania 2006            |
| 29  | 3 de septiembre de 2005 | Estadio Hernando Siles, La Paz, Bolivia                         | Bolivia    | 1–2      | 1–2       | Eliminatorias al Mundial Alemania 2006            |
| 30  | 9 de junio de 2006      | FIFA WM Stadion Gelsenkirchen, Gelsenkirchen, Alemania          | Polonia    | 0–2      | 0–2       | Copa Mundial de Fútbol de 2006                    |
| 31  | 15 de junio de 2006     | FIFA WM Stadion Hamburg, Hamburg, Alemania                      | Costa Rica | 2–0      | 3–0       | Copa Mundial de Fútbol de 2006                    |

## Trayectoria política
En las elecciones generales ecuatorianas de 2013, Delgado fue elegido miembro de la Asamblea Nacional por la provincia de Imbabura. Delgado era miembro de Alianza País. Ulises de la Cruz e Iván Hurtado, excompañeros de equipo de Delgado en la selección nacional, también fueron miembros de Alianza País en la Asamblea Nacional. Delgado, de ascendencia africana, tartamudeó al leer un escrito farragoso en una comparecencia y fue objeto de burlas en las redes sociales y por el caricaturista Xavier Bonilla en el periódico El Universo. El caricaturista y el periódico fueron sancionados por La SUPERCOM, La Superintendencia de la Información y Comunicación, una agencia ecuatoriana que regula las comunicaciones. Según Freedom House, una ONG con sede en Washington D. C., la sanción fue una prueba de la censura del gobierno de Correa.

## Palmarés

### Campeonatos nacionales
| Título             | Club             | País    | Año  |
| ------------------ | ---------------- | ------- | ---- |
| Serie A de Ecuador | El Nacional      | Ecuador | 1996 |
| Serie A de Ecuador | Barcelona        | Ecuador | 1997 |
| Liga MX            | Pumas de la UNAM | México  | 2004 |
| Serie A de Ecuador | Liga de Quito    | Ecuador | 2007 |

### Campeonatos internacionales
| Título                           | Club          | País    | Año  |
| -------------------------------- | ------------- | ------- | ---- |
| Copa de Campeones de la CONCACAF | Necaxa        | México  | 1999 |
| Copa Libertadores                | Liga de Quito | Ecuador | 2008 |

### Distinciones individuales
| Distinción                                           | Año  |
| ---------------------------------------------------- | ---- |
| Campeón de goleo Torneo Verano 2000                  | 2000 |
| Goleador de las Eliminatorias al Mundial Corea-Japón | 2001 |
| Goleador de la Copa Libertadores                     | 2006 |